# Pleuraphodius rudis
Pleuraphodius rudis är en skalbaggsart som beskrevs av S. Endrödi 1971. Pleuraphodius rudis ingår i släktet Pleuraphodius och familjen Aphodiidae. Inga underarter finns listade i Catalogue of Life.